# Загрушаны
Загрушаны (пол. Zagruszany) — деревня и сельский округ в гмине Заблудув Белостокского повята Подляского воеводства Польши.
Находится на северо-востоке Польши. В 4 километрах на северо-запад находится город Заблудув, а в 13 километрах на юго-восток город Белосток. В 1975—1998 годах сельский округ входил в состав Белостокского воеводства.